# Pila speciosa
Pila speciosa là một loài ốc nước ngọt với một nắp, là động vật chân bụng sống dưới nước động vật thân mềm thuộc họ Ampullariidae, the applesnails. Loài này có ở Ethiopia, Kenya, và Somalia.